# Massacre de Batepá

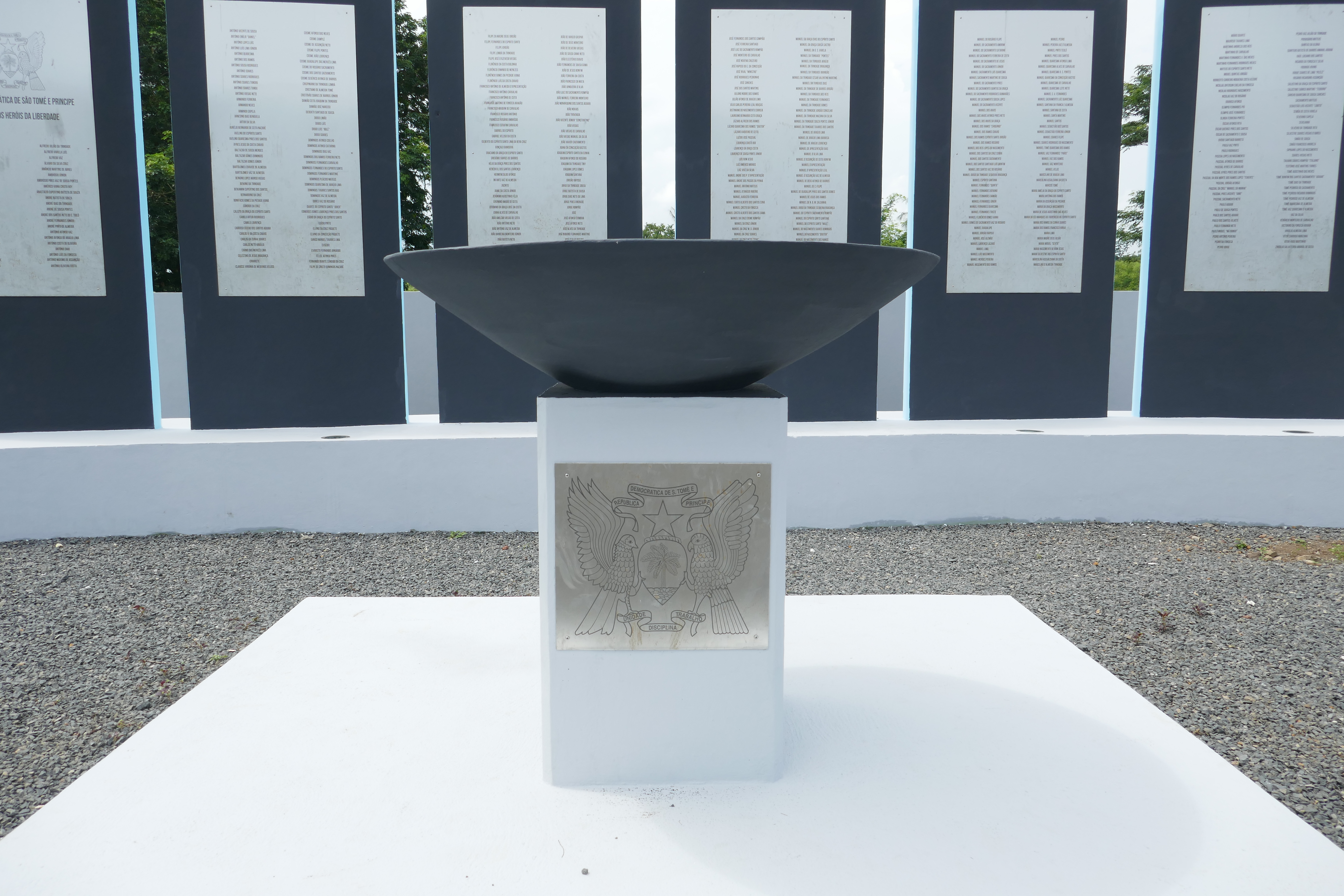
Monumento em homenagem aos mártires do massacre de 3 de Fevereiro de 1953, erigido em 2015, na praia de Fernão Dias, no Norte da ilha de São Tomé.

O Massacre de Batepá (do português coloquial "Bate-Pá!") foi um massacre cometido pelas tropas coloniais portuguesas que teve lugar em São Tomé e Príncipe a 3 de fevereiro de 1953. É incerto o número de mortes que terão resultado por tortura elétrica e afogamento. A historiadora Inês Rodrigues refere que as fontes São-tomenses apontam para cerca de 1032 mortos e que as fontes Portuguesas em cerca de 200. Pelo que é impossível aferir com rigor de certeza histórica em que número se cifram as vítimas.
Hoje em dia é um feriado nacional no arquipélago, denominado «Dia dos Mártires».
O massacre é considerado o episódio fundador do nacionalismo são-tomense e as suas vítimas foram transformadas em heróis pela liberdade da pátria.
No Museu Nacional de São Tomé e Príncipe existe uma sala dedicada ao massacre, com fotografias que documentam alguns dos massacrados em fevereiro de 1953.

## História
No cerne da questão é apontada a ambição do Governador-geral Carlos Gorgulho, que se lançou num vasto programa de construções e melhorias públicas, recorrendo a rusgas constantes nas povoações nativas, por forma a angariar mão-de-obra barata. Terá sido o governador e a sua comitiva a aludir aos rumores de uma conspiração de africanos contra os portugueses, que desencadeou a violenta repressão de fevereiro de 1953, em que pereceram entre 200 e 1.032 pessoas.
O massacre deu-se quando, a mando do ex-Governador-geral português, coronel Carlos de Sousa Gorgulho (1945-1948), os latifundiários desencadearam uma onda de violência contra os africanos, suspeitos de conspirarem para uma sublevação, da ilha.
Entre outros, estiveram envolvidos no episódio os nomes de:
- Afonso Manuel Machado de Sousa, Tenente da Armada e capitão dos Portos, Governador representante (maio a julho de 1953);
- Alfredo Correia Nobre, coronel, lugar-tenente do Governador representante;
- Firmino Abrantes, inspector do Ensino, curador dos Indígenas;
- Abrantes Pinto, chefe de Gabinete do Governador representante;
- Armando Lopes da Cruz, notário e ex-Delegado do Procurador da República, magistrado judicial do Ministério Público;
- Raúl Simões Dias, tenente, Presidente da Câmara;
- Trigo Delgado, engenheiro-chefe das Obras Públicas e delegado da União Nacional em São Tomé;
- Manuel da Costa Morão, delegado de Saúde;
- Padre Monteiro, Vigário-Geral;
- Martinho Pinto da Rocha, pároco, membro do Conselho do Governo.

Nos autos de confissão dos detidos, obtidos pelas forças de segurança coloniais, figurava o nome do engenheiro agrónomo Salustino da Graça do Espírito Santo como «(…) chefe da revolução, seu instigador, seu preparador e futuro Rei da Ilha».
Destacou-se ainda a atuação do advogado português, Dr. Manuel João de Palma Carlos, defensor dos santomenses, que foi crucial para pôr fim à violenta vaga de repressão.
Grande parte dos forros (etnónimo dos insulanos de santomenses) foram detidos durante estes acontecimentos no pontão de Fernão Dias, sendo ali agrilhoados ou acorrentados. No folclore e na superstição local acredita-se que é possível ouvir ali o som do arrastar dos grilhões a que os prisioneiros se encontravam acorrentados, assim como os seus quidalês ( corruptela de «aqui d'el rei») ou gritos de socorro.